# Список кораблів Військово-морських сил УНР 1917—1918
- Військово-морські сили Української Народної Республіки (1917- 1919)
- Військово-морський флот Української Держави (1918)

Жирним шрифтом виділено кораблі, які були передані до складу українського флоту влітку та восени 1918 року, після подій 29 квітня. Звичайним шрифтом видруковано кораблі, що були передані в склад українського флоту в листопаді 1918 року (якщо такий до того часу не був знищений або втрачений з іншої причини).

## Список кораблів Військово-морських сил України (1917-1918)
| Бортовий номер корабля | Фото    | Назва                  | Тип     | Країна/Побудовано | Рік введення в експлуатацію (Збудовано) | Рік введення в експлуатацію для ВМС України | Статус  | Примітки |
| Лінкори                | Лінкори | Лінкори                | Лінкори | Лінкори           | Лінкори                                 | Лінкори                                     | Лінкори | Лінкори  |
| ---------------------- | ------- | ---------------------- | ------- | ----------------- | --------------------------------------- | ------------------------------------------- | ------- | -------- |
|                        |         | «Соборна Україна»      |         |                   | Спущений на воду 5 жовтня 1916 р.       |                                             |         |          |
|                        |         | «Воля»                 |         |                   | Спущений на воду 15 квітня 1914 р.      |                                             |         |          |
|                        |         | «Вільна Росія»         |         |                   | Спущений на воду 6 червня 1914 р.       |                                             |         |          |
|                        |         | «Святий Євстафій»      |         |                   | Спущений на воду 3 листопада 1906 р.    |                                             |         |          |
|                        |         | «Іван Златоуст»        |         |                   | Спущений на воду 13 травня 1906 р.      |                                             |         |          |
|                        |         | «Борець за свободу»    |         |                   | Спущений на воду 13 вересня 1900 р.     |                                             |         |          |
|                        |         | «Три Святителі»        |         |                   | Спущений на воду 12 листопада 1893 р.   |                                             |         |          |
|                        |         | «Ростислав»            |         |                   | Спущений на воду 20 серпня 1896 р.      |                                             |         |          |
|                        |         | «Сіноп»                |         |                   | Спущений на воду 1 червня 1887 р.       |                                             |         |          |
|                        |         | «Георгій Побідоносець» |         |                   | Спущений на воду 13 лютого 1892 р.      |                                             |         |          |
|                        |         | «Імператриця Марія»    |         |                   | Спущений на воду невідомий рік.         |                                             |         |          |

## Чорноморський флот

### Лінійні кораблі
- Три бригади лінійних кораблів:

Перша бригада (лінкори):
- «Соборна Україна» —добудовувався в Миколаєві.
- «Воля» — восени 1917 року — один із перших кораблів флоту УНР; покинув Севастополь 30 квітня 1918 року; в червні повернувся назад; формально в Кримсько-Українському флоті адмірала С.І. Бурлія; в жовтні 1918 року реквізований німецьким командуванням; в українському флоті від листопада 1918 року.
- «Свободна Росія» — затоплений більшовиками в червні 1918 р. біля Новоросійська.

Друга бригада (панцерники):
- «Св. Євстафій» — захоплений 3 травня 1918 німецькою залогою; в другу половину 1918 р. тут розміщувався штаб другої бригади лінійних кораблів на чолі із контр-адміралом Остроградським; в жовтні 1918 року реквізований німецьким командуванням; в українському флоті від листопада 1918 року.
- «Св. Іван Златоуст» — захоплений 3 травня 1918 німецькою залогою; в жовтні 1918 року реквізований німецьким командуванням; в українському флоті від листопада 1918 року.
- «Борець за свободу» — захоплений 3 травня 1918 німецькою залогою; в українському флоті від листопада 1918 року.

Третя бригада (панцерники):
- «Три Святителі» — захоплений 3 травня 1918 німецькою залогою; в українському флоті від листопада 1918 року.
- «Ростислав» — захоплений 3 травня 1918 німецькою залогою; в українському флоті від листопада 1918 року.
- «Синоп» — захоплений 3 травня 1918 німецькою залогою; в українському флоті від листопада 1918 року.
- Корабель особливого призначення — лінкор «Георгій Побідоносець». На ньому перебував командуючий Чорноморським військовим флотом зі штабом, а також німецька радіостанція.
- Окрім того із дна Севастопольської бухти 23 травня 1918 року було здобуто лінійний корабель «Імператриця Марія», який мав бути ґрунтовно реставрований. 8 серпня він був поміщений в сухий док.

### Крейсериіканонерські човни
- Бригада крейсерів:

Важкі крейсери 1 рангу (разом 4 одиниці):
- «Гетьман Іван Мазепа» — восени 1917 року — один із перших кораблів флоту УНР; захоплений 3 травня 1918 німецькою залогою, використовувався як плавуча казарма; в українському флоті від серпня 1918 року.
- «Кагул» («Очаків») — захоплений 3 травня 1918 німецькою залогою; в українському флоті від червня 1918 року (як рятувальний засіб); реквізований німецьким командуванням в серпні 1918 року; в українському флоті від листопада 1918 року.
- «Алмаз» — захоплений 3 травня 1918 німецькою залогою; в українському флоті від листопада 1918 року.
- «Прут» — 13 травня 1918 повернений Туреччині.

Легкі крейсери 2 рангу (разом 4 одиниці):
- «Гетьман Богдан Хмельницький»
- «Гетьман Петро Дорошенко»
- «Гетьман Петро Конашевич-Сагайдачний»
- «Тарас Шевченко»

Кораблі добудовувалися в Миколаєві. Влітку 1918 року увійшли до складу ВМС Української Держави. Перейменовані за Директорії.
Гідрокрейсери (разом 6 одиниць):
- «Республіканець» («Цар Олександр І») — захоплений 3 травня 1918 німецькою залогою; після 23 травня в українському флоті як торговельний пароплав.
- «Авіатор» («Цар Микола І») — захоплений 3 травня 1918 німецькою залогою; після 23 травня в українському флоті як торговельний пароплав.
- «Імператор Траян» — повернений Румунії.
- «Король Кароль» — повернений Румунії.
- «Прінчіпеса Марія» — повернений Румунії.
- «Дакія» — повернений Румунії.

Канонерський човен:
- «Терець» — захоплений 3 травня 1918 німецькою залогою; в українському флоті від листопада 1918 року.

Канонерські човни, що добудовувались в Миколаєві:
- «Ельпіфідор № 410» — влітку 1918 року заведений до складу німецького флоту; в українському флоті від листопада 1918 року.
- «Ельпіфідор № 411» — влітку 1918 року заведений до складу німецького флоту; в українському флоті від листопада 1918 року.
- «Ельпіфідор № 412» — влітку 1918 року заведений до складу німецького флоту; в українському флоті від листопада 1918 року.
- «Ельпіфідор № 413»
- «Ельпіфідор № 414»
- «Ельпіфідор № 415»
- «Ельпіфідор № 416»
- «Ельпіфідор № 417»
- «Ельпіфідор № 418»
- «Ельпіфідор № 419»
- «Ельпіфідор № 420»
- «Ельпіфідор № 421»
- «Ельпіфідор № 422»
- «Ельпіфідор № 423»
- «Ельпіфідор № 424»
- «Ельпіфідор № 425»
- «Ельпіфідор № 426»
- «Ельпіфідор № 427»
- «Ельпіфідор № 428»
- «Ельпіфідор № 429»

Всі інші кораблі цього типу влітку 1918 року увійшли до складу ВМС Української Держави.

### Есмінцітаміноносці
Дивізія ескадрених міноносців (т. зв. есмінці):
- «Гаджибей» — затоплений більшовиками в червні 1918 р. біля Новоросійська.
- «Каліакрія» — затоплений більшовиками в червні 1918 р. біля Новоросійська.
- «Керч» — затоплений більшовиками в червні 1918 р. біля Новоросійська.
- «Фідонісі» — затоплений більшовиками в червні 1918 р. біля Новоросійська.
- «Беспокойний» — покинув Севастополь 30 квітня 1918 року; в червні повернувся назад; захоплений 19 червня 1918 німецькою залогою; формально в Кримсько-Українському флоті адмірала С.І. Бурлія; в українському флоті від листопада 1918 року.
- «Гнівний» — захоплений 3 травня 1918 німецькою залогою; заведений до німецького флоту під назвою R-03; в українському флоті від листопада 1918 року.
- «Дерзкій» — покинув Севастополь 30 квітня 1918 року; в червні повернувся назад; захоплений 19 червня 1918 німецькою залогою; формально в Кримсько-Українському флоті адмірала С.І. Бурлія; в українському флоті від листопада 1918 року.
- «Пронзітельний» — затоплений більшовиками в червні 1918 р. біля Новоросійська.
- «Бистрий» — захоплений 3 травня 1918 німецькою залогою; заведений до німецького флоту під назвою R-02; в українському флоті від листопада 1918 року.
- «Громкій» — затоплений більшовиками в червні 1918 р. біля Новоросійська.
- «Поспішний» — покинув Севастополь 30 квітня 1918 року; в червні повернувся назад; захоплений 19 червня 1918 німецькою залогою; формально в Кримсько-Українському флоті адмірала С.І. Бурлія; в українському флоті від листопада 1918 року.
- «Пилкій» — покинув Севастополь 30 квітня 1918 року; в червні повернувся назад; захоплений 19 червня 1918 німецькою залогою; формально в Кримсько-Українському флоті адмірала С.І. Бурлія; в українському флоті від листопада 1918 року.
- «Щасливий» — захоплений 3 травня 1918 німецькою залогою; заведений до німецького флоту під назвою R-01; в українському флоті від листопада 1918 року.
- «Капітан-лейтенант Баранов» — затоплений більшовиками в червні 1918 р. біля Новоросійська.
- «Капітан Сакен» — захоплений 3 травня 1918 німецькою залогою; заведений до німецького флоту під назвою R-04; в українському флоті від листопада 1918 року.
- «Лейтенант Шестаков» — затоплений більшовиками в червні 1918 р. біля Новоросійська.
- «Жаркій» — покинув Севастополь 30 квітня 1918 року; в червні повернувся назад; захоплений 19 червня 1918 німецькою залогою; формально в Кримсько-Українському флоті адмірала С.І. Бурлія; в українському флоті від листопада 1918 року.
- «Живой» — покинув Севастополь 30 квітня 1918 року; в червні повернувся назад; захоплений 19 червня 1918 німецькою залогою; формально в Кримсько-Українському флоті адмірала С.І. Бурлія; в українському флоті від листопада 1918 року.
- «Жуткій» — захоплений 3 травня 1918 німецькою залогою; заведений до німецького флоту під назвою R-12; в українському флоті від листопада 1918 року.
- «Завєтний» — захоплений 3 травня 1918 німецькою залогою; в українському флоті від листопада 1918 року.
- «Завидний» — восени 1917 року — один із перших кораблів флоту УНР;захоплений 3 травня 1918 німецькою залогою; заведений до німецького флоту під назвою R-13; в українському флоті від листопада 1918 року.
- «Звонкій» — восени 1917 року — один із перших кораблів флоту УНР;захоплений 3 травня 1918 німецькою залогою; заведений до німецького флоту під назвою R-11; в українському флоті від листопада 1918 року.
- «Зоркій» — восени 1917 року — один із перших кораблів флоту УНР;захоплений 3 травня 1918 німецькою залогою; заведений до німецького флоту під назвою R-10; в українському флоті від листопада 1918 року.

Міноносці:
- «Свирепий» — захоплений 3 травня 1918 німецькою залогою; в українському флоті від листопада 1918 року.
- «Сметливий» — затоплений більшовиками в червні 1918 р. біля Новоросійська.
- «Стремительний» — затоплений більшовиками в червні 1918 р. біля Новоросійська.
- «Строгій» — захоплений 3 травня 1918 німецькою залогою; в українському флоті від листопада 1918 року.
- № 257 — захоплений 3 травня 1918 німецькою залогою; в українському флоті від листопада 1918 року.
- № 262 — захоплений 3 травня 1918 німецькою залогою; в українському флоті від листопада 1918 року.
- № 263 — захоплений 3 травня 1918 німецькою залогою; в українському флоті від листопада 1918 року.
- № 266 — захоплений 3 травня 1918 німецькою залогою; в українському флоті від листопада 1918 року.

Есмінці що будуються в Миколаєві:
- 12 одиниць, увійшли до складу українського флоту влітку 1918 року.

На початку 1919 року відбувався процес перейменування кораблів. З джерел відомі імена українських міноносців: «Київ», «Чигирин», «Батурин», «Львів», «Іван Виговський», «Іван Сірко», «Пилип Орлик», «Кость Гордієнко», «Мартин Небаба», «Іван Підкова», «Петро Могила», «Іван Котляревський» та ін.

### Підводні човни
- «Буревісник» — захоплений 3 травня 1918 німецькою залогою; в українському флоті від 17 вересня 1918 року.
- «Орлан» — захоплений 3 травня 1918 німецькою залогою; в українському флоті від 17 вересня 1918 року.
- «Гагара» — захоплений 3 травня 1918 німецькою залогою; в українському флоті від 17 вересня 1918 року.
- «Утка» — захоплений 3 травня 1918 німецькою залогою; в українському флоті від 17 вересня 1918 року.
- «Нєрпа» — захоплений 3 травня 1918 німецькою залогою; в українському флоті від 17 вересня 1918 року.
- «Тюлень» — захоплений 3 травня 1918 німецькою залогою; в українському флоті від 17 вересня 1918 року.
- «Краб» — захоплений 3 травня 1918 німецькою залогою; в українському флоті від 17 вересня 1918 року.
- «Кашалот» — захоплений 3 травня 1918 німецькою залогою; в українському флоті від 17 вересня 1918 року.
- «Кит» — захоплений 3 травня 1918 німецькою залогою; в українському флоті від 17 вересня 1918 року.
- «Нарвал» — захоплений 3 травня 1918 німецькою залогою; в українському флоті від 17 вересня 1918 року.
- «Карась» — захоплений 3 травня 1918 німецькою залогою; в українському флоті від 17 вересня 1918 року.
- «Карп» — захоплений 3 травня 1918 німецькою залогою; в українському флоті від 17 вересня 1918 року.
- «Лосось» — захоплений 3 травня 1918 німецькою залогою; в українському флоті від 17 вересня 1918 року.
- «Судак» — захоплений 3 травня 1918 німецькою залогою; в українському флоті від 17 вересня 1918 року.
- «Налім» — захоплений 3 травня 1918 німецькою залогою; в українському флоті від 17 вересня 1918 року.
- «Скат» — захоплений 3 травня 1918 німецькою залогою; в українському флоті від 17 вересня 1918 року.

Будуються в Миколаєві:
- А. Г. 21 — закладений у Миколаєві в 1917 році та увійшов до складу українського флоту в 1918 році.
- А. Г. 22 — закладений у Миколаєві в 1917 році та увійшов до складу МСПР в 1919 році.
- А. Г. 23 — закладений у Миколаєві в 1917 році та увійшов до складу РСЧФ в 1920 році.
- А. Г. 24 — закладений у Миколаєві в 1919 або 1920 році та увійшов до складу РСЧФ в 1921 році.
- А. Г. 25 — закладений у Миколаєві в 1920 році та увійшов до складу РСЧФ в 1922 році.
- А. Г. 26 — закладений у Миколаєві в 1920 році та увійшов до складу РСЧФ в 1923 році.
- «Лебідь» — потім «Щука»
- «Пелікан» — потім «Карась»
- Маткою (базою) цих човнів був корабель «Дніпро».

### Катери-нищителі
- № 311 (з 15. 9. 1918 — № 511) захоплений 3 травня 1918 німецькою залогою; в українському флоті від 15 вересня 1918 року.
- № 312 (з 15. 9. 1918 — № 512) захоплений 3 травня 1918 німецькою залогою; в українському флоті від 15 вересня 1918 року.
- № 313 — 5. 1918 виведений більшовиками
- № 314 — 5. 1918 виведений більшовиками
- № 315 (з 15. 9. 1918 — № 515) захоплений 3 травня 1918 німецькою залогою; в українському флоті від 15 вересня 1918 року.
- № 316 — 5. 1918 виведений більшовиками
- № 317 (з 15. 9. 1918 — № 517) захоплений 3 травня 1918 німецькою залогою; в українському флоті від 15 вересня 1918 року.
- № 318 (з 15. 9. 1918 — № 518) захоплений 3 травня 1918 німецькою залогою; в українському флоті від 15 вересня 1918 року.
- № 321 (з 15. 9. 1918 — № 521) захоплений 3 травня 1918 німецькою залогою; в українському флоті від 15 вересня 1918 року.
- № 322 (з 15. 9. 1918 — № 522) захоплений 3 травня 1918 німецькою залогою; в українському флоті від 15 вересня 1918 року.
- № 323 (з 15. 9. 1918 — № 523) захоплений 3 травня 1918 німецькою залогою; в українському флоті від 15 вересня 1918 року.
- № 324 (з 15. 9. 1918 — № 524) захоплений 3 травня 1918 німецькою залогою; в українському флоті від 15 вересня 1918 року.
- № 325 (з 15. 9. 1918 — № 525) захоплений 3 травня 1918 німецькою залогою; в українському флоті від 15 вересня 1918 року.
- № 326 (з 15. 9. 1918 — № 526) захоплений 3 травня 1918 німецькою залогою; в українському флоті від 15 вересня 1918 року.
- № 327 (з 15. 9. 1918 — № 527) захоплений 3 травня 1918 німецькою залогою; в українському флоті від 15 вересня 1918 року.
- № 328 (з 15. 9. 1918 — № 528) захоплений 3 травня 1918 німецькою залогою; в українському флоті від 15 вересня 1918 року.
- № 331 (з 15. 9. 1918 — № 531) захоплений 3 травня 1918 німецькою залогою; в українському флоті від 15 вересня 1918 року.
- № 332 (з 15. 9. 1918 — № 532) захоплений 3 травня 1918 німецькою залогою; в українському флоті від 15 вересня 1918 року.
- № 333 (з 15. 9. 1918 — № 533) захоплений 3 травня 1918 німецькою залогою; в українському флоті від 15 вересня 1918 року.
- № 334 (з 15. 9. 1918 — № 534) захоплений 3 травня 1918 німецькою залогою; в українському флоті від 15 вересня 1918 року.
- № 335 (з 15. 9. 1918 — № 535) захоплений 3 травня 1918 німецькою залогою; в українському флоті від 15 вересня 1918 року.
- № 336 (з 15. 9. 1918 — № 536) захоплений 3 травня 1918 німецькою залогою; в українському флоті від 15 вересня 1918 року.
- № 337 (з 15. 9. 1918 — № 537) захоплений 3 травня 1918 німецькою залогою; в українському флоті від 15 вересня 1918 року.
- № 338 (з 15. 9. 1918 — № 538) захоплений 3 травня 1918 німецькою залогою; в українському флоті від 15 вересня 1918 року.
- № 341 — 5. 1918 виведений більшовиками
- № 342 — 5. 1918 виведений більшовиками
- № 343 — (з 15. 9. 1918 — № 543) захоплений 3 травня 1918 німецькою залогою; в українському флоті від 15 вересня 1918 року.
- № 344 — (з 15. 9. 1918 — № 544) захоплений 3 травня 1918 німецькою залогою; в українському флоті від 15 вересня 1918 року.
- № 345 — 5. 1918 виведений більшовиками
- № 346 — 5. 1918 виведений більшовиками
- № 347 — 5. 1918 виведений більшовиками
- Катер «Київ» — захоплений 3 травня 1918 німецькою залогою; в українському флоті від листопада 1918 року.

### Мінові загородники
- «Алексей» — захоплений 3 травня 1918 німецькою залогою; в українському флоті від листопада 1918 року.
- «Георгій» — захоплений 3 травня 1918 німецькою залогою; в українському флоті від листопада 1918 року.
- «Дунай» — захоплений 3 травня 1918 німецькою залогою; в українському флоті від листопада 1918 року.
- «Константин» — захоплений 3 травня 1918 німецькою залогою; в українському флоті від листопада 1918 року.
- «Ксенія» — захоплений 3 травня 1918 німецькою залогою; в українському флоті від листопада 1918 року.
- «Міна» — захоплений 3 травня 1918 німецькою залогою; в українському флоті від листопада 1918 року.
- «Николай» — захоплений 3 травня 1918 німецькою залогою; в українському флоті від листопада 1918 року.

### Мережові загородники
- «Аю-Даг» — захоплений 3 травня 1918 німецькою залогою; в українському флоті від листопада 1918 року.
- «Брусилов» — захоплений 3 травня 1918 німецькою залогою; в українському флоті від листопада 1918 року.
- «Генерал Рузский» — захоплений 3 травня 1918 німецькою залогою; в українському флоті від листопада 1918 року.
- «Гідра» — захоплений 3 травня 1918 німецькою залогою; в українському флоті від листопада 1918 року.
- «Київ» — захоплений 3 травня 1918 німецькою залогою; в українському флоті від листопада 1918 року.

### Тральщики
- «Баклан» — захоплений 3 травня 1918 німецькою залогою; в українському флоті від листопада 1918 року.
- «Батум» — захоплений 3 травня 1918 німецькою залогою; в українському флоті від листопада 1918 року.
- «Веста» — захоплений 3 травня 1918 німецькою залогою; в українському флоті від листопада 1918 року.
- «Керч» — захоплений 3 травня 1918 німецькою залогою; в українському флоті від листопада 1918 року.
- «Мечта» — захоплений 3 травня 1918 німецькою залогою; в українському флоті від листопада 1918 року.
- «Ногайськ» — захоплений 3 травня 1918 німецькою залогою; в українському флоті від листопада 1918 року.
- Т-211 екс. Дунай (з 15. 9. 1918 — Т-311) в українському флоті від 15 вересня 1918 року. Восени 1918 року повернений власнику у торговельний флот.
- Т-225 екс Леля (з 15. 9. 1918 — Т-325) в українському флоті від 15 вересня 1918 року. Восени 1918 року повернений власнику у торговельний флот.
- Т-231 екс. Волга (з 15. 9. 1918 — Т-331) в українському флоті від 15 вересня 1918 року. Восени 1918 року повернений власнику у торговельний флот.
- Т-232 (з 15. 9. 1918 — Т-332) в українському флоті від 15 вересня 1918 року.
- Т-234 екс. Роза (з 15. 9. 1918 — Т-334) в українському флоті від 15 вересня 1918 року. Восени 1918 року повернений власнику у торговельний флот.
- Т-235 екс. Пророк Иона (з 15. 9. 1918 — Т-335) в українському флоті від 15 вересня 1918 року. Восени 1918 року повернений власнику у торговельний флот.
- Т-238 екс. Жанетта (з 15. 9. 1918 — Т-338) в українському флоті від 15 вересня 1918 року.
- Т-242 екс. Полезный (з 15. 9. 1918 — Т-342) в українському флоті від 15 вересня 1918 року.
- Т-246 екс. Данай (з 15. 9. 1918 — Т-346) в українському флоті від 15 вересня 1918 року.
- Т-247 екс. Успех (з 15. 9. 1918 — Т-347) в українському флоті від 15 вересня 1918 року.
- Т-249 екс. Труд (з 15. 9. 1918 — Т-349) в українському флоті від 15 вересня 1918 року.
- Т-254 екс. Чурубаш (з 15. 9. 1918 — Т-354) в українському флоті від 15 вересня 1918 року.
- Т-257 екс. Скиф (з 15. 9. 1918 — Т-357) в українському флоті від 15 вересня 1918 року.
- Т-258 екс. Язон (з 15. 9. 1918 — Т-358) в українському флоті від 15 вересня 1918 року.
- Т-259 екс. Мери (з 15. 9. 1918 — Т-359) в українському флоті від 15 вересня 1918 року.
- Т-260 екс. Адольф (з 15. 9. 1918 — Т-360) в українському флоті від 15 вересня 1918 року.
- Т-261 екс. Георгий (з 15. 9. 1918 — Т-361) в українському флоті від 15 вересня 1918 року. Восени 1918 року повернений власнику у торговельний флот.
- Т-263 екс. Амалия (з 15. 9. 1918 — Т-363) в українському флоті від 15 вересня 1918 року.
- Т-265 екс. Елена Куппа (з 15. 9. 1918 — Т-365) в українському флоті від 15 вересня 1918 року.
- Т-272 екс. Ипполай (з 15. 9. 1918 — Т-372) в українському флоті від 15 вересня 1918 року.
- Т-273 екс. Доброволец (з 15. 9. 1918 — Т-373) в українському флоті від 15 вересня 1918 року.
- Т-274 екс. Кафа (з 15. 9. 1918 — Т-374) в українському флоті від 15 вересня 1918 року.
- Т-283 екс. Пандия (з 15. 9. 1918 — Т-383) в українському флоті від 15 вересня 1918 року.
- Т-291 екс. Дельфин (з 15. 9. 1918 — Т-391) в українському флоті від 15 вересня 1918 року.
- Т-294 екс. Юлия — захоплений 3 травня 1918 німецькою залогою; в українському флоті від листопада 1918 року.
- Т-295 екс. София (з 15. 9. 1918 — Т-395) в українському флоті від 15 вересня 1918 року.
- «Трувор» — захоплений 3 травня 1918 німецькою залогою; в українському флоті від листопада 1918 року.
- «Херсонес» — захоплений 3 травня 1918 німецькою залогою; в українському флоті від листопада 1918 року.
- «Чайка» — захоплений 3 травня 1918 німецькою залогою; в українському флоті від листопада 1918 року.

### Авізо
- «Великий князь Александр Михайлович» — захоплений 3 травня 1918 німецькою залогою; в українському флоті від листопада 1918 року.
- «Дніпровець» — захоплений 3 травня 1918 німецькою залогою; в українському флоті від листопада 1918 року.
- «Казарский» — захоплений 3 травня 1918 німецькою залогою; в українському флоті від листопада 1918 року.
- «Колхіда» — захоплений 3 травня 1918 німецькою залогою; в українському флоті від листопада 1918 року.
- «Лукул» — захоплений 3 травня 1918 німецькою залогою; в українському флоті від листопада 1918 року.
- «Ельсі» — 30 серпня повернений власнику у торговельний флот.
- «Якут» — захоплений 3 травня 1918 німецькою залогою; в українському флоті від листопада 1918 року.
- «Яструб» — захоплений 3 травня 1918 німецькою залогою; в українському флоті від листопада 1918 року.
- № 1 — захоплений 3 травня 1918 німецькою залогою; в українському флоті від листопада 1918 року.
- № 2 — захоплений 3 травня 1918 німецькою залогою; в українському флоті від листопада 1918 року.
- № 3 — захоплений 3 травня 1918 німецькою залогою; в українському флоті від листопада 1918 року.
- № 4 — захоплений 3 травня 1918 німецькою залогою; в українському флоті від листопада 1918 року.
- № 5 — захоплений 3 травня 1918 німецькою залогою; в українському флоті від листопада 1918 року.
- № 6 — захоплений 3 травня 1918 німецькою залогою; в українському флоті від листопада 1918 року.
- № 7 — захоплений 3 травня 1918 німецькою залогою; в українському флоті від листопада 1918 року.
- № 8 — захоплений 3 травня 1918 німецькою залогою; в українському флоті від листопада 1918 року.
- № 9 — захоплений 3 травня 1918 німецькою залогою; в українському флоті від листопада 1918 року.
- № 10 — захоплений 3 травня 1918 німецькою залогою; в українському флоті від листопада 1918 року.
- № 11 — виведений більшовиками 30 квітня. Затоплений біля Новоросійська.

### Гідрографічні кораблі
- «Беглицкий»
- «Веха»
- «Гальванер»
- «Казбек»
- «Лоцман»
- «Лоцмейстерский»
- «Морж»
- «Тендра»

### Воєнні транспорти
- «Аскольд»
- «Астрея»
- «Баку» — наливний пароплав, добудовувався в Миколаєві
- «Березань»
- «Буг»
- «Георгий» — в другій половині 1918 року повернений власнику.
- «Граф Платов» — в другій половині 1918 року повернений власнику.
- «Днепр»
- «Дон»
- «Дооб»
- «Екатеринослав»
- «Леватос» — в другій половині 1918 року повернений власнику.
- «Пенай»
- «Псезуапе»
- «Христофор»
- «Шамиль»
- № 1 «Адмирал де Рюйтер»
- № 2 «Александр Камбуров»
- № 3 «Ай-Петри»
- № 4 «Ай-Тодор»
- № 5 «Альма» — повернений німецькому власнику.
- № 6 «Афон»
- № 7 «Барон Эдмонд Вай» — повернений австрійському власнику.
- № 8 «Булганак» — повернений австрійському власнику.
- № 9 «Бурдейль»
- № 10 «Белороссия»
- № 11 «Вампоа»
- № 12 «Варна»
- № 13 «Великороссия»
- № 14 «Витязь»
- № 15 «Владимир» — в другій половині 1918 року повернений власнику.
- № 16 «Вольвертон»
- № 17 «Кавказ» — в другій половині 1918 року повернений власнику.
- № 18 «Туапсе» — повернений австрійському власнику.
- № 19 «Голланд» — в другій половині 1918 року повернений власнику.
- № 21 «Вера»
- № 23 «Дмитрий» — в другій половині 1918 року повернений власнику.
- № 24 «Дружба»
- № 25 «Евфрат»
- № 26 «Женерозо» — затоплений більшовиками поблизу Новоросійська.
- № 29 «Вече»
- № 31 «Имрико» — в другій половині 1918 року повернений власнику.
- № 32 «Инженер Авдаков»
- № 33 «Сочи» — повернений австрійському власнику.
- № 34 «Иерусалим»
- № 35 «Казак» — в другій половині 1918 року повернений власнику.
- № 36 «Корнилов»
- № 37 «Лазарев»
- № 38 «Людмила» — в другій половині 1918 року повернений власнику.
- № 39 «Малороссия»
- № 40 «Мария» — в другій половині 1918 року повернений власнику.
- № 41 «Михаил Архангел»
- № 42 «Чиатура» — в другій половині 1918 року повернений власнику.
- № 43 «Оксюз» — затоплений більшовиками поблизу Новоросійська.
- № 44 «Оскар»
- № 45 «Паванна» — в другій половині 1918 року повернений власнику.
- № 47 «Петр Берг»
- № 49 «Петр Карпов»
- № 50 «Петр Регир» — в другій половині 1918 року повернений власнику.
- № 52 «Артемисия»
- № 53 «Принчипесса Христианна» — повернений австрійському власнику.

СПИСОК НЕ ПОВНИЙ, БУДЕ ДОПОВНЮВАТИСЯ

### Корабель-шпиталь
- «Петро Великий» — 23 травня повернений як торговельний пароплав.

### Криголами
- «№ 1»
- «№ 2» — з 1918 «Гайдамак».
- «№ 3» — з 1918 «Джигіт».
- «Горгіпія»
- «Морж»

### Рятівні кораблі
- «Кербедз»
- «Черномор»

### Плавучі майстерні
- «Кронштадт»

### Портові кораблі
- «Адмиралтеец Ф. М. Апраксин»
- «Александра»
- «Алушта»
- «Анапа»
- «Аржентина» — в другій половині 1918 року повернений власнику.
- «Бельбек»
- «Васильев»
- «Вера-Надежда» — в другій половині 1918 року повернений власнику.
- «Возрождение»
- «Володя» — в другій половині 1918 року повернений власнику.
- «Геркулес» — в другій половині 1918 року повернений власнику.
- «Гонец»
- «Грозный»
- «Гурзуф»
- «Друг»
- «Екатерина»
- «Екатерина Великая»
- «Елена» — в другій половині 1918 року повернений власнику.
- «Елена Д.»
- «Инженер»
- «Истриан»
- «Муша»
- «Надежда»
- «Надежда-Елизавета»
- «Нико»
- «Ольга Менефити»
- «Осторожный»
- «Павел» — в другій половині 1918 року повернений власнику.
- «Паша»
- «Помощник»
- «Пригодный»
- «Протектор»
- «Пушкарь»
- «Работник»
- «Румянцев»
- «Святослав»
- «Силач»
- «Скорый» — в другій половині 1918 року повернений власнику.
- «София»
- «Тайфун»
- «Таня»
- «Тигр»
- «Удалец»
- «Удалой»
- «Феникс»
- «Эдинька»
- «Экспресс»
- «Эльбрус» — затоплений більшовиками.
- «Эмма»
- «Эстелла-Мария» — в другій половині 1918 року повернений власнику.
- «Юрий» — в другій половині 1918 року повернений власнику.

### Блокшифи
незабаром буде заповнено.

## Дунайська флотилія

### Канонерські човни
- «Донець» — від кінця березня в Дунайській флотилії, потім в Українській Одеській бригаді тралення.
- «Кубанець» — (з 17 вересня 1918 року — «Запорожець») від кінця березня в Дунайській флотилії, потім в Українській Одеській бригаді тралення. Потім використовувався як навчальний корабель.

### Тральщики
В березні увійшли до складу флоту УНР.
- «Граф Платов»
- «Мэри»
- «Димитрий Герой»
- «Роза»
- «Петр»
- «Смелый»
- «Тесть»
- «Васильев»
- «Граф Игнатьев»
- «Доброволец»
- «Альбатрос»
- «Алкивиадис»
- «Амвросия»
- «Виктория»
- «Анатра»
- «Анна»
- «Первенец»
- «Перикл»

### Посильні кораблі
- «Этор»
- «Салгир»

### Транспортна флотилія
- № 27
- № 432
- № 437
- № 447
- № 606
- «Козятин»
- «Ольга»
- «Нина»

Ще 7 одиниць, чиї назви та номери невідомі. Всі — колишні річкові канонерські човни типу «К», баржі типу «Боліндер».